# مسجد الحر الرياحي
مسجد الحر الرياحي أو مرقد الحر الرياحي هو المكان الذي دفن فيه الحر بن يزيد بن ناجية بن قعنب بن عتاب بن هرمي بن رياح، ويقع هذا المرقد في غربي مدينة كربلاء على بعد 5 كم منها في ناحية الحر.

## التاريخ ومراحل البناء
– دفن الحر بن يزيد الرياحي خارج أرض المعركة، إذ حمله قومه وعشيرته، وأول من شيد قبره هو الشاه إسماعيل الصفوي يوم دخوله بغداد وحكمه لها سنة (941 هـ -1505 م)، إذ بنى عليه قبة، وجعل له صحناً بسيطاً.
– كان أول من بذل الاهتمام بتشييد هذا المرقد هو السلطان إسماعيل الصفوي الذي زار العراق عام 914 هـ -1505 م وبنى عليه قبة وجعل له صحناً.
– في 14/محرم سنة 1325 هـ عُمّر المرقد بهمة حسين خان شجاع السلطان، وكتب ذلك على باب قبة المرقد.
– سنة 1330 هـ عمرّه السيد عبد الحسين الكليدار، وقد كتب هذا على باب الإيوان.
– في سنة 1963 م تبرع الحاج حسن الوكيل بمد خطوط الكهرباء من مدينة كربلاء إلى مدينة الحر.

## التصميم
المرقد بديع البناء، تعلوه قبة من الكاشي الملون، وتحيط به البساتين، وقد كتبت على الباب الرئيسي للصحن أبيات من شعر الشيخ رؤوف الغزال.